# Блас, Рикардо (1954)
Рикардо Блас (англ. Ricardo Blas; род. 17 июня 1954) — гуамский дзюдоист и спортивный функционер. Участник летних Олимпийских игр 1988 года. Президент Олимпийского комитета Гуама.

## Биография
Рикардо Блас родился 17 июля 1954 года.
В 1988 году вошёл в состав сборной Гуама на летних Олимпийских играх в Сеуле. В весовой категории свыше 95 кг в первом раунде проиграл Стивену Коэну из США. Был знаменосцем сборной Гуама на церемонии открытия Олимпиады.
С 1 января 1991 года занимает пост президента Олимпийского комитета Гуама, с 1 апреля 2009 года — генерального секретаря национальных олимпийских комитетов Океании, с 2013 года — генерального секретаря Федерации стрелкового спорта Гуама, с 23 октября 2019 года — президента Федерации гандбола Океании.

## Семья
Сын — Рикардо Блас (род. 1986), гуамский дзюдоист. Участник летних Олимпийских игр 2008 и 2012 годов.